# Liste des saisons de Roche Vendée Basket Club
Roche Vendée Basket Club est un club de basket-ball français évoluant notamment en Ligue féminine de basket. 

## Saison 2021-2022
Ziomara Morrison quitte Roche Vendée début novembre. Fin décembre 2021, Katherine Plouffe quitte Montpellier pour rejoindre Roche Vendée.

## Saison 2020-2021
Eva Lisec quitte le club en janvier 2021.

## Saison 2019-2020
Le club entame sa troisième saison en LFB et découvre l'Eurocoupe.
Pour sa première participation à l'Eurocoupe, Roche Vendée parvient à se qualifier pour les tours à élimination directe.
Uju Ugoka blessée de janvier à avril 2020, elle est remplacée par la franco-sénégalaise Oumou Touré.

## Saison 2018-2019
Pour sa deuxième saison en LFB, Roche-Vendée quitte la petite Salle Omnisports d'une capacité maximale de 1 150 places et qui n'était pas aux normes du haut niveau pour la salle des Oudairies, rénovée pour être adaptée au basket-ball et qui peut accueillir jusqu'à 2 500 places.
Peu utilisée, Cynthia Petke quitte la Vendée en janvier 2019 sur un bilan de 5 victoires en 11 matchs avec un apport limité de 1,8 point et 1,6 rebond pour 0,7 d'évaluation.  Uju Ugoka blessée au genou durant l'hiver, elle est remplacée jusqu'en fin de saison par Aishah Sutherland, une Américaine disposant également de la nationalité bélizienne, venant du club sud-coréen de Samsung Life Blue Minx où ses statistiques étaient de 12,5 points et 9,8 rebonds.
Roche Vendée se classe cinquième et se qualifie pour la première fois pour l'Eurocoupe.

## Saison 2017-2018
Le club accroche le maintien lors de l'avant-dernière journée des playdowns. Pour sa deuxième année dans l'élite, le club quittera la Salle Omnisports de seulement 1 150 places et partagée avec le handball pour intégrer le parc d'exposition des Oudairies et ses 2 500 places.

## Saison 2016-2017
La Roche se qualifie pour la Finale de Ligue 2 face à Chartres. En cas accession en LFB, la capacité de la salle (poussée à 1 200 et 1 400 places) devrait être augmentée et les tableaux d'affichages mis aux normes et le budget (environ 900 000 € cette saison) pourrait aussi augmenter vers 1,2 et 1,3 million d'euros. Le maire envisage même la construction d'une nouvelle salle, bien que l'agglomération offre déjà une grande salle récente avec le Vendéspace.
Le club remporte le championnat de Ligue 2 en 2017 deux victoires à une face à Chatres.

## Effectif 2014-2015
| Numéro | Nom                       | Age              | Taille | Nationalité                      | Poste      |
| ------ | ------------------------- | ---------------- | ------ | -------------------------------- | ---------- |
|        | Aminata Nar Diop          | 1983             | 1,96 m | Sénégal                          | Intérieure |
|        | Sabrine Bouzenna          | 1993             | 1,67 m | France                           | Meneuse    |
|        | Gabriela Kubatova Leskova | 1984             | 1,71 m | Slovaquie                        | Meneuse    |
|        | Leslie Fournier           | 1990             | 1,84 m | France                           | Ailière    |
|        | Baleta Mukoko             | 1992             | 1,70 m | France                           | Meneuse    |
|        | Justine Bodiguel          |                  |        | France                           | Intérieure |
|        | Aurélie Carmona           | 1er juillet 1987 | 1,84 m | France                           | Ailière    |
|        | Mariame Dia               | 1978             | 1,86 m | France                           | Intérieure |
|        | Bernadette Ngoyisa        | 26 août 1982     | 1,95 m | République démocratique du Congo | Intérieure |
|        | Camille Legris            |                  |        | France                           | Ailière    |
|        | Johanna Tayeau            | 1989             | 1,73 m | France                           | Ailère     |
|        | Assetou Traoré            |                  |        | France                           | Ailière    |

Entraîneur :  Emmanuel Body
Assistant :  Benoît Tougeron

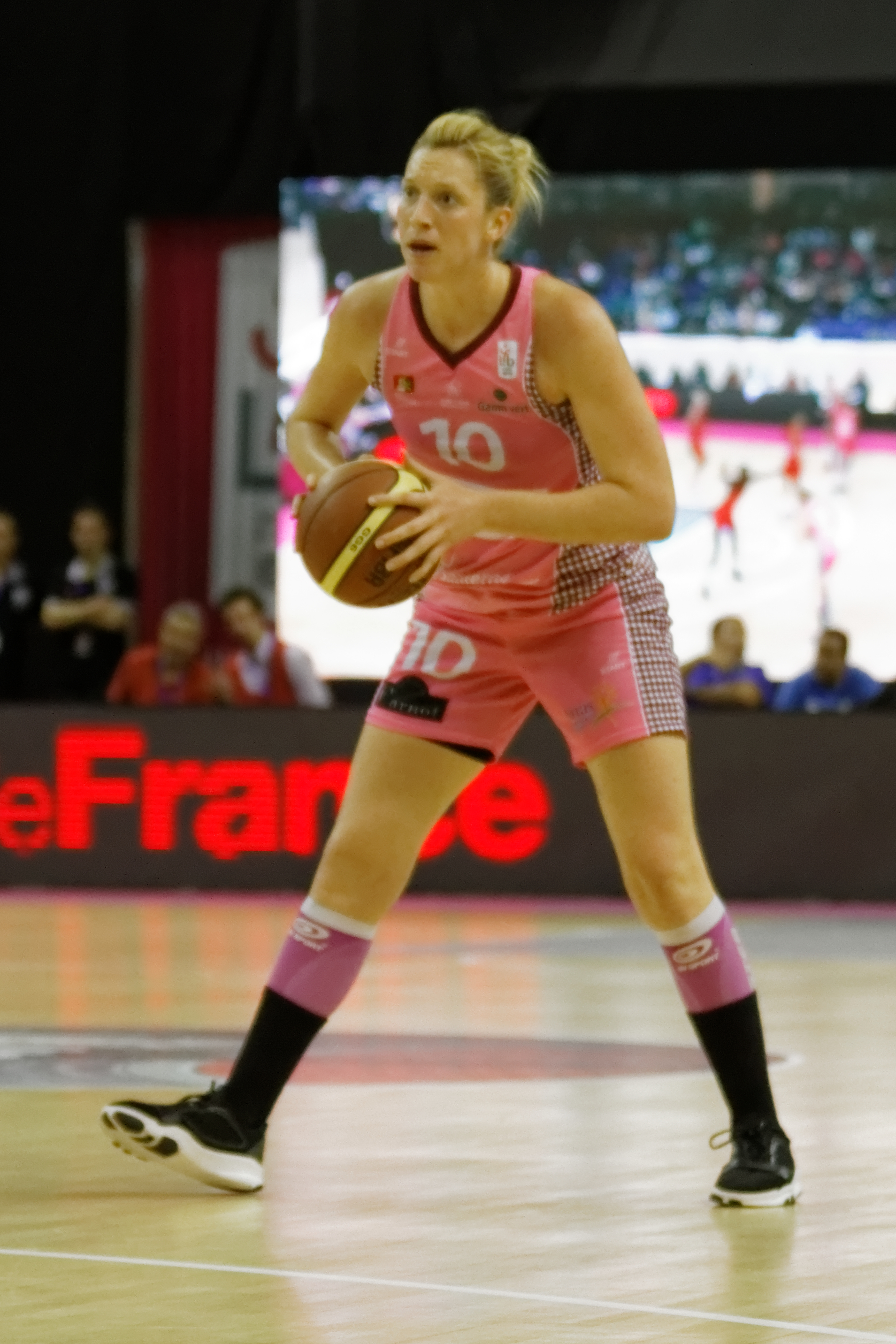
Aurélie Carmona avec Arras lors de l'Open LFB 2013

Bernadette Ngoyisa signe en avril 2015 en Ligue 2 en tant que joker médical d'Aminata Nar Diop.

## Effectif 2013-2014
| Numéro | Nom               | Age             | Taille | Nationalité | Poste      |
| ------ | ----------------- | --------------- | ------ | ----------- | ---------- |
|        | Aminata Nar Diop  | 3 janvier 1983  | 1,96 m | Sénégal     | Intérieure |
|        | Sarra Ouerghi     | 7 juin 1985     | 1,82 m | France      | Ailière    |
|        | Sabrine Bouzenna  | 14 octobre 1993 | 1,67 m | France      | Meneuse    |
|        | Cora Duval        | 1985            | 1,84 m | France      | Intérieure |
|        | Gabriela Kubatova | 1984            | 1,71 m | Slovaquie   | Meneuse    |
|        | Leslie Fournier   | 1990            | 1,84 m | France      | Ailière    |
|        | Baleta Mukoko     | 1992            | 1,70 m | France      | Meneuse    |
|        | Chloé Pavageau    | 1993            | 1,72 m | France      | Arrière    |
|        | Johanna Tayeau    | 1989            | 1,73 m | France      | Ailière    |

Entraîneur :  Emmanuel Body
Assistant :  Johann Beaune
Aminata Nar Diop, Sabrine Bouzenna, Baleta Mukoko (4,4 pts, 1,5 rbd), Johanna Tayeau (14,7 pts, 5,1 rbds), Leslie Fournier, Sarra Ouerghi, Marième Badiane (1,91 m, 1994, 7,1 pts, 6,4 rbds) , Cora Duval et Gabriela Kubatova composent l'équipe 2014, les deux dernières sortant d'une saison blanche, alors que partent Nadja Morgan (1,89 m, 1980, 9 pts, 7,6 rbds cette saison), Christelle Morel (1,83 m, 1983, 7,4 pts, 7,3 rbds) qui arrête sa carrière, Elodie Gérard (1,73 m, 1981, 4,8 pts), Florine Basque (1,83 m, 1992, 4,9 pts, 2,1 rbds) et Linda Bousbaa (1,65 m, 1991).

## Effectif 2012-2013
Après seulement 3 victoires en 9 rencontres, avec les blessures de Gabriela Kubatova et Cora Duval, le club engage l'ailière Sarra Ouerghi et la meneuse Linda Bousbaa.
| Numéro | Nom               | Age              | Taille | Nationalité | Poste      |
| ------ | ----------------- | ---------------- | ------ | ----------- | ---------- |
|        | Marième Badiane   | 1994             | 1,91 m | France      | Intérieure |
|        | Florine Basque    | 17 décembre 1992 | 1,83 m | France      | Ailière    |
|        | Sabrine Bouzenna  | 14 octobre 1993  | 1,67 m | France      | Meneuse    |
|        | Cora Duval        | 1985             | 1,84 m | France      | Intérieure |
|        | Élodie Gérard     | 1981             | 1,73 m | France      | Ailière    |
|        | Gabriela Kubatova | 1984             | 1,71 m | Slovaquie   | Meneuse    |
|        | Christelle Morel  | 1983             | 1,82 m | France      | Intérieure |
|        | Baleta Mukoko     | 1992             | 1,70 m | France      | Meneuse    |
|        | Nadja Morgan      | 1980             | 1,86 m | États-Unis  | Intérieure |
|        | Chloé Pavageau    | 1993             | 1,72 m | France      | Arrière    |
|        | Johanna Tayeau    | 1989             | 1,73 m | France      | Ailière    |

Entraîneur :   Emmanuel Body
Assistant :  Johann Beaune

## Effectif 2011-2012
Après avoir manqué de peu l'accession en LFB, le club perd l'entraîneur Mathieu Chauvet mais recrute Alexia Kusion (Charleville), Baléta Mukoko (La Garnache, NF1), Johanna Tayeau (Limoges), Cora Duval (Armentières), Nadja Morgan (Voiron), Emmanuel Body (Coach, Challans NM1).

Championnat : Ligue féminine 2
Entraîneur :   Emmanuel Body
Assistant :  Johann Beaune
| Numéro | Nom                  | Age             | Taille | Nationalité    | Poste      |
| ------ | -------------------- | --------------- | ------ | -------------- | ---------- |
|        | Stephanie Dufour     | 1991            | 1,87 m | France         | Intérieure |
|        | Cora Duval           | 1985            | 1,84 m | France         | Intérieure |
|        | Élodie Gérard        | 1981            | 1,73 m | France         | Ailière    |
|        | Gabriela Kubatova    | 1984            | 1,71 m | Slovaquie      | Meneuse    |
|        | Sylvaine Grelier     | 1987            | 1,82 m | France         | Ailière    |
|        | Alexia Kusion        | 12 mars 1989    | 1,81 m | France         | Ailière    |
|        | Christelle Morel     | 1983            | 1,82 m | France         | Intérieure |
|        | Baleta Mukoko        | 1992            | 1,64 m | France         | Meneuse    |
|        | Nadja Morgan         | 1980            | 1,86 m | États-Unis     | Intérieure |
|        | Kateryna Pilyashenko | 19 octobre 1980 | 1,93 m | Ukraine France | Intérieure |
|        | Johanna Tayeau       | 1989            | 1,73 m | France         | Ailière    |

Cora Duval n'ayant pas joué, Johanna Tayeau (10,8 points, 4,4 rebonds), Nadja Morgan (13,3 points, 7,6 rebonds), Gabriela Kubatova (10,0 points, 4,4 rebonds et 3,8 passes décisives ) et Christelle Morel (9,5 points, 6,6 rebonds) sont les pièces maîtresses de l'équipe.